# Anodorhynchus glaucus
El guacamayo glauco (Anodorhynchus glaucus) es una especie de ave psitaciforme sudamericana de la familia de los loros (Psittacidae) probablemente extinta. Estaba estrechamente relacionado con las especies Anodorhynchus leari (con la cual formaba una superespecie) y Anodorhynchus hyacinthinus. 
En guaraní se le llama gua'a hovy, por sus vocalizaciones y su color azul.

## Características

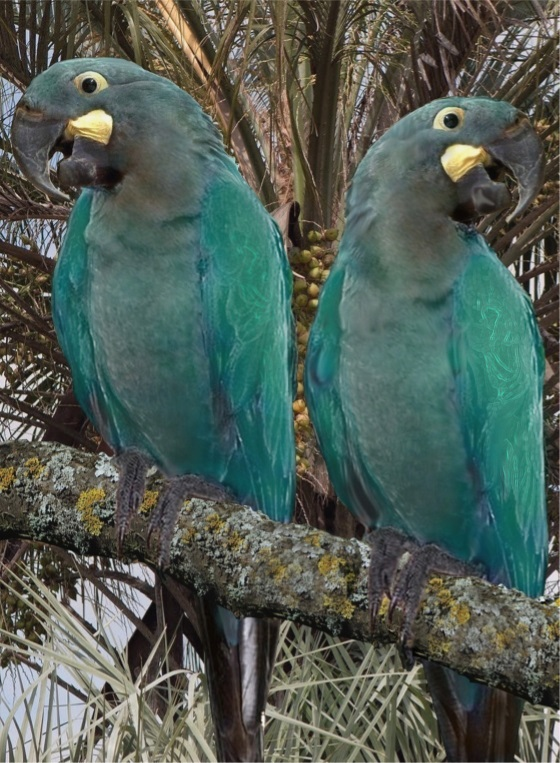
Recreación digital de una pareja de Anodorhynchus glaucus.

Es un psitácido grande, de 70 cm, de color azul turquesa pálido y con una cabeza grande grisácea. Tiene una cola proporcionalmente larga y un pico fuerte y grande. Muestra la piel desnuda amarilla en un anillo periocular (alrededor del ojo) y en una medialuna que bordeaba la mandíbula. Es el único miembro del género Anodorhynchus cuyo color del plumaje variaba con la incidencia de la luz.

## Distribución y causas de su extinción

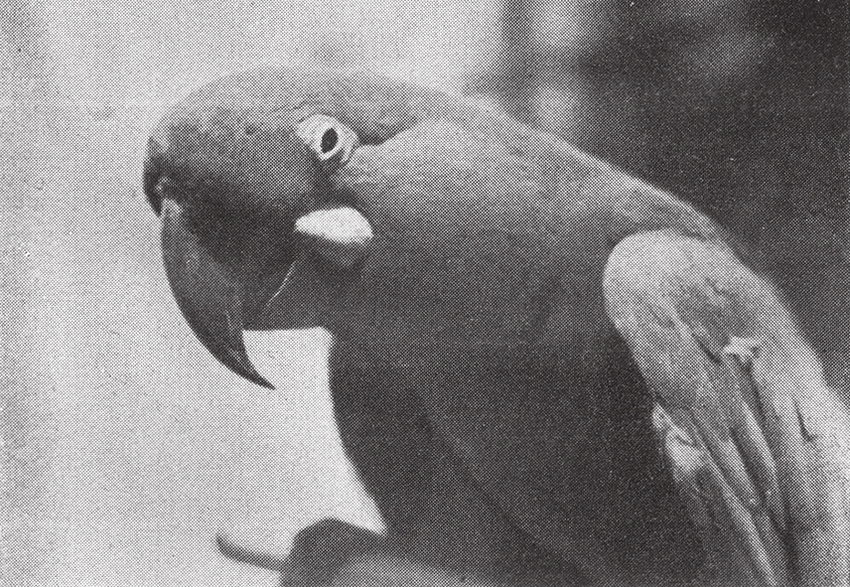
Ejemplar fotografiado en el Zoológico de Buenos Aires, 1936.

Es residente del norte de Uruguay, noreste de Argentina, el sur de Paraguay, el sur de Brasil y la zona del Chaco de Bolivia, por lo que se adaptaba al Chaco y a la zona de los llanos de Santa Cruz muy lejos del hábitat y diferente región de Anodorhynchus hyacinthinus que aún habita en el pantanal boliviano y brasileño y parte de Paraguay. Ya a fines del siglo XIX era muy raro y contaba con solo escasos registros aceptables durante el siglo XX. Algunos de ellos fueron recogidos en el norte de la Provincia de Corrientes (Argentina). El último registro de un ejemplar vivo de la especie fue efectuado por el profesor Raúl Vaz Ferreira en 1950, a ocho kilómetros al sur de Bella Unión, departamento de Artigas, en el noroeste uruguayo. Expediciones de ornitólogos al suroeste de Paraguay en los años 1990 no encontraron evidencia de la existencia de poblaciones vivientes de esta especie; la última vista por residentes de la región fue en 1932. También promovió su extinción la sobredestrucción de la palma yatay  (Butia yatay), cuyos frutos eran su alimento insustituible. Claudio Bertonatti postuló que la Guerra de la Triple Alianza, transcurrida entre 1864 y 1870, impactó sobre el hábitat y la especie, dado que el escenario bélico se solapó con la distribución geográfica de estos guacamayos. Sin embargo, hay persistentes rumores de su existencia en recónditas selvas del este del Paraguay y en zonas del Chaco boliviano, en especial, en planteles de coleccionistas de aves, tal vez confundidas con alguna de las otras especies de este género.